# NGC 5847
NGC 5847 este o galaxie spirală situată în constelația Fecioara. A fost descoperită în 25 martie 1865 de către Albert Marth. Se află la o distanță de 163,89 de megaparseci de Pământ.